# Aeródromo Azopardo
El Aeródromo Azopardo (OACI: SCAZ) es un terminal aéreo ubicado junto a la localidad de Timaukel, provincia de Tierra del Fuego, región de Magallanes y de la Antártica Chilena, Chile. Es de propiedad privada.